# Jack Bobridge
Jack Bobridge (Adelaide, 13 juli 1989) is een voormalig Australisch baan- en wegwielrenner.

## Biografie
Bobridge deed in 2006, op 17-jarige leeftijd, mee aan de Australische kampioenschappen baanwielrennen voor junioren en wist in drie disciplines het podium te bereiken; de puntenkoers, scratch en ploegkoers (met Travis Silby). Hij eindigde bij allen op de derde plaats. Deze prestaties overklaste hij datzelfde jaar nog door wereldkampioen te worden, eveneens bij de junioren, op de ploegenachtervolging, samen met Leigh Howard, Cameron Meyer en Travis Meyer. Dat jaar deed hij ook mee aan de Oceania Games. Hij werd derde bij de junioren op het onderdeel scratch.
In 2007 wist hij op meerdere disciplines het podium te behalen, nog steeds als junior; eerste in de koppeltijdrit op de weg (met Christos Winter), ploegenachtervolging (met Christos Winter, Sean Boyle en Rohan Dennis), tweede op de scratch en bij de eliterenners in de ploegkoers (met Glenn O'Shea). Hij prolongeerde tevens zijn wereldtitel op de ploegenachtervolging, ditmaal met Glenn O'Shea in plaats van Cameron Meyer.
In 2008 begon Bobridge meer wegwedstrijden te rijden en reed een verdienstelijke Ronde van Tasmanië en wist een podiumplaats te behalen in een etappe in de Ronde de l'Isard d'Ariège.
Inmiddels werd hij op de baan gerekend tot de elite en deed ook in deze categorie mee aan de Australische kampioenschappen. Hij won het kampioenschap in de achtervolging en werd tweede op de scratch en de puntenkoers. Op de ploegenachtervolging moest hij, samen met Sean Boyle, Rohan Dennis en Dale Parker, genoegen nemen met de derde plaats. Jack Bobridge deed wederom mee aan de wereldkampioenschappen baanwielrennen, ook bij de elite. Hij werd tweede bij achtervolging en de ploegenachtervolging (samen met Rohan Dennis, Leigh Howard en Cameron Meyer).
Op 19-jarige leeftijd nam Bobridge later dat jaar een eerste keer deel aan de Olympische Spelen. Samen met Mark Jamieson, Bradley McGee, Luke Roberts en Graeme Brown behaalde hij een vierde plaats in de ploegenachtervolging.
Hij nam dat jaar voor het eerst actief deel aan de nationale kampioenschappen op de weg bij de beloften en wist meteen kampioen te worden, zowel in de reguliere wegwedstrijd als in de individuele tijdrit. Hij nam aan het eind van het jaar deel aan de wereldkampioenschappen tijdrijden bij de beloften en won deze wedstrijd.
In het seizoen van 2010 kwam hij voor het eerst uit voor een UCI ProTour-ploeg, het Amerikaanse Garmin-Transitions. Hij werd wereldkampioen op de bij de elite in de ploegenachtervolging (met Rohan Dennis, Michael Hepburn en Cameron Meyer) en nam deel aan de Ronde van Italië. Na de twaalfde etappe droeg hij de rode lantaarn van de laatste in het klassement. Hij verscheen niet meer aan de start van de dertiende etappe. Zijn voorbereiding op de Giro was niet optimaal. Hij had slechts in de Tour Down Under, waarin hij 98e werd, en twee dagen van de Ronde van Romandië gereden voor de Giro. Volgens Matthew White, ploegleider bij Garmin, waren Bobridge en Cameron Meyer, beiden in de eerste jaren van hun wegcarrière, vooral bij het team gehaald vanwege de ploegentijdrit, die overigens werd gewonnen door Liquigas-Doimo, en is dit een belangrijk onderdeel van hun leerproces.
In oktober 2010 vestigde Bobridge tijdens de Australische kampioenschappen een enorme tijd neer op de achtervolging (4 kilometer): 4:17:427. Hij moest alleen de Brit Chris Boardman voor zich laten. In 2011 wist hij dit record te breken, Bobridge zette in Sydney namelijk een 4:10:534.
Hij wist zijn prestatie op de wereldkampioenschappen te verbeteren en werd kampioen in de ploegenachtervolging met Rohan Dennis, Michael Hepburn en Cameron Meyer. Daarnaast werd hij derde in de individuele achtervolging.
In 2012 nam Bobridge een tweede keer deel aan de Olympische Spelen. Samen met Glenn O'Shea, Rohan Dennis, Michael Hepburn behaalde hij een zilveren medaille op de ploegenachtervolging.
Op 18 september 2012 maakte Blanco-Pro Cycling Team (het voormalige Rabobank) bekend dat Bobridge een contract voor twee seizoenen getekend had bij de ploeg. Hij vond er nooit zijn draai en verliet de ploeg na het seizoen 2014.
Bobridge startte sterk in 2015 met een ritzege en het bergklassement in de Tour Down Under. Op 31 januari waagde hij een poging om het werelduurrecord te verbeteren. Dat lukte hem niet, hij strandde op 51,3 kilometer en kwam zo 550 meter te kort om Matthias Brändle van de tabellen te vegen.
Op 10 januari 2016 werd Jack Bobridge voor de tweede keer in zijn carrière Australisch kampioen op de weg. Op het parcours in Buninyong kwam hij als solo over de eindstreep. Hij was sneller dan Cameron Meyer en Patrick Lane. Eind 2016 stopte hij met wielrennen vanwege de gevolgen van de auto-immuunziekte Reumatoïde artritis die in 2010 bij hem ontdekt was.
In juli 2019 werd Bobridge tot 4,5 jaar celstraf veroordeeld vanwege drugshandel. Hij was bij een undercoveractie van de Australische politie betrapt op de verkoop van xtc. Ook bekende hij xtc en cocaïne gebruik tijdens zijn loopbaan.

## Baanwielrennen

### Palmares
| Jaar     | AK                                                        | OK                                  | WK                                  | Overig                                                                                   |
| Junioren | Junioren                                                  | Junioren                            | Junioren                            | Junioren                                                                                 |
| -------- | --------------------------------------------------------- | ----------------------------------- | ----------------------------------- | ---------------------------------------------------------------------------------------- |
| 2006     | Puntenkoers, Scratch, Ploegkoers                          |                                     | Ploegenachtervolging                |                                                                                          |
| 2007     | Ploegenachtervolging, Ploegkoers, Scratch, Achtervolging  |                                     | Ploegenachtervolging                |                                                                                          |
| Elite    |                                                           |                                     |                                     |                                                                                          |
| 2008     |                                                           | Achtervolging, Ploegenachtervolging |                                     | WB Los Angeles: Ploegenachtervolging WB Melbourne: Achtervolging, Ploegenachtervolging   |
| 2009     | Achtervolging, Puntenkoers, Scratch, Ploegenachtervolging |                                     | Achtervolging, Ploegenachtervolging |                                                                                          |
| 2010     | Achtervolging, Ploegenachtervolging, Puntenkoers, Omnium  | Ploegenachtervolging, Achtervolging | Ploegenachtervolging, Achtervolging | Gemenebestspelen: Achtervolging, Ploegenachtervolging WB Melbourne: Ploegenachtervolging |
| 2011     | Ploegkoers, Achtervolging                                 |                                     | Ploegenachtervolging, Achtervolging |                                                                                          |
| 2012     | Ploegenachtervolging, Scratch, Puntenkoers                |                                     | Ploegenachtervolging, Achtervolging | WB Londen: Ploegenachtervolging · OS: Ploegenachtervolging                               |
| 2013     |                                                           |                                     |                                     |                                                                                          |
| 2014     | Ploegenachtervolging, Puntenkoers, Ploegkoers             |                                     |                                     | Gemenbestspelen: Achtervolging, Ploegenachtervolging                                     |
| 2015     |                                                           |                                     | Achtervolging, Ploegenachtervolging | WB Cambridge: Ploegenachtervolging                                                       |
| 2016     |                                                           |                                     |                                     | OS: Ploegenachtervolging                                                                 |

## Wegwielrennen

### Overwinningen
2007
 Australisch kampioen koppeltijdrijden, Junioren (met Christos Winter)
2009
 Australisch kampioen tijdrijden, Beloften
 Australisch kampioen op de weg, Beloften
Eschborn-Frankfurt, Beloften
4e en 6e etappe Ronde van Japan
2e en 5e etappe Ronde van Thüringen, Beloften
 Wereldkampioen tijdrijden, Beloften
2010
5e etappe Eneco Tour
2011
 Australisch kampioen op de weg, Elite
2015
1e etappe Tour Down Under
Bergklassement Tour Down Under
2016
 Australisch kampioen op de weg, Elite

## Resultaten in voornaamste wedstrijden
| Jaar | Ronde van Italië | Ronde van Frankrijk | Ronde van Spanje |
| ---- | ---------------- | ------------------- | ---------------- |
| 2010 | opgave           |                     |                  |
| 2011 |                  |                     |                  |
| 2012 | opgave           |                     |                  |
| 2013 | opgave           |                     |                  |
| 2014 |                  |                     |                  |
| 2015 |                  |                     |                  |
| 2016 | 156e (laatste)   |                     |                  |

| Jaar | Luik-Bast.‑Luik | Waalse Pijl |  | Wereldranglijsten |
| ---- | --------------- | ----------- |  | ----------------- |
| 2010 |                 |             |  | 198e (UWK)        |
| 2011 |                 |             |  | 218e (UWT)        |
| 2012 |                 |             |  |                   |
| 2013 |                 |             |  |                   |
| 2014 | opgave          | opgave      |  |                   |
| 2015 |                 |             |  |                   |
| 2016 | opgave          |             |  |                   |

## Ploegen
- 2008 –  SouthAustralia.com-AIS
- 2009 –  Team Jayco-AIS[5]
- 2010 –  Garmin-Transitions
- 2011 –  Team Garmin-Cervélo
- 2012 –  Orica GreenEDGE [a]
- 2013 –  Belkin-Pro Cycling Team [b]
- 2014 –  Belkin-Pro Cycling Team
- 2015 –  Team Budget Forklifts
- 2016 –  Trek-Segafredo

1. ↑  Tot de Ronde van Italië heette de ploeg GreenEDGE, maar na het aantrekken van Orica als sponsor werd de naam veranderd.
2. ↑  Tot de Ronde van Frankrijk heette de ploeg Blanco-Pro Cycling Team, maar na het aantrekken van Belkin als hoofdsponsor werd de naam veranderd.